# Zenica
Pour les articles homonymes, voir Zenica.
Zenica (en cyrillique : Зеница, prononciation en bosnien : [zɛnitsa] ) est une ville de Bosnie-Herzégovine située dans le canton de Zenica-Doboj et dans la fédération de Bosnie-et-Herzégovine. Selon les premiers résultats du recensement bosnien de 2013, la ville intra muros compte 73 751 habitants et sa zone métropolitaine, appelée « ville de Zenica » (Grad Zenica), 115 134.
Par sa population, Zenica est la quatrième ville de Bosnie-Herzégovine. Elle est le centre administratif du canton de Zenica-Doboj.
Depuis 2007, Zenica, qui constituait jusqu'alors une municipalité du pays, fait désormais officiellement partie des « villes » (au singulier : grad ; au pluriel : gradovi) de Bosnie-Herzégovine, ce qui lui accorde une plus large autonomie.
Près de la localité se trouve Vranduk, un petit village fortifié.

## Géographie
Située dans le centre de la Bosnie-Herzégovine à environ 50 km au nord de Sarajevo, Zenica est établie dans la vallée de la rivière Bosna.

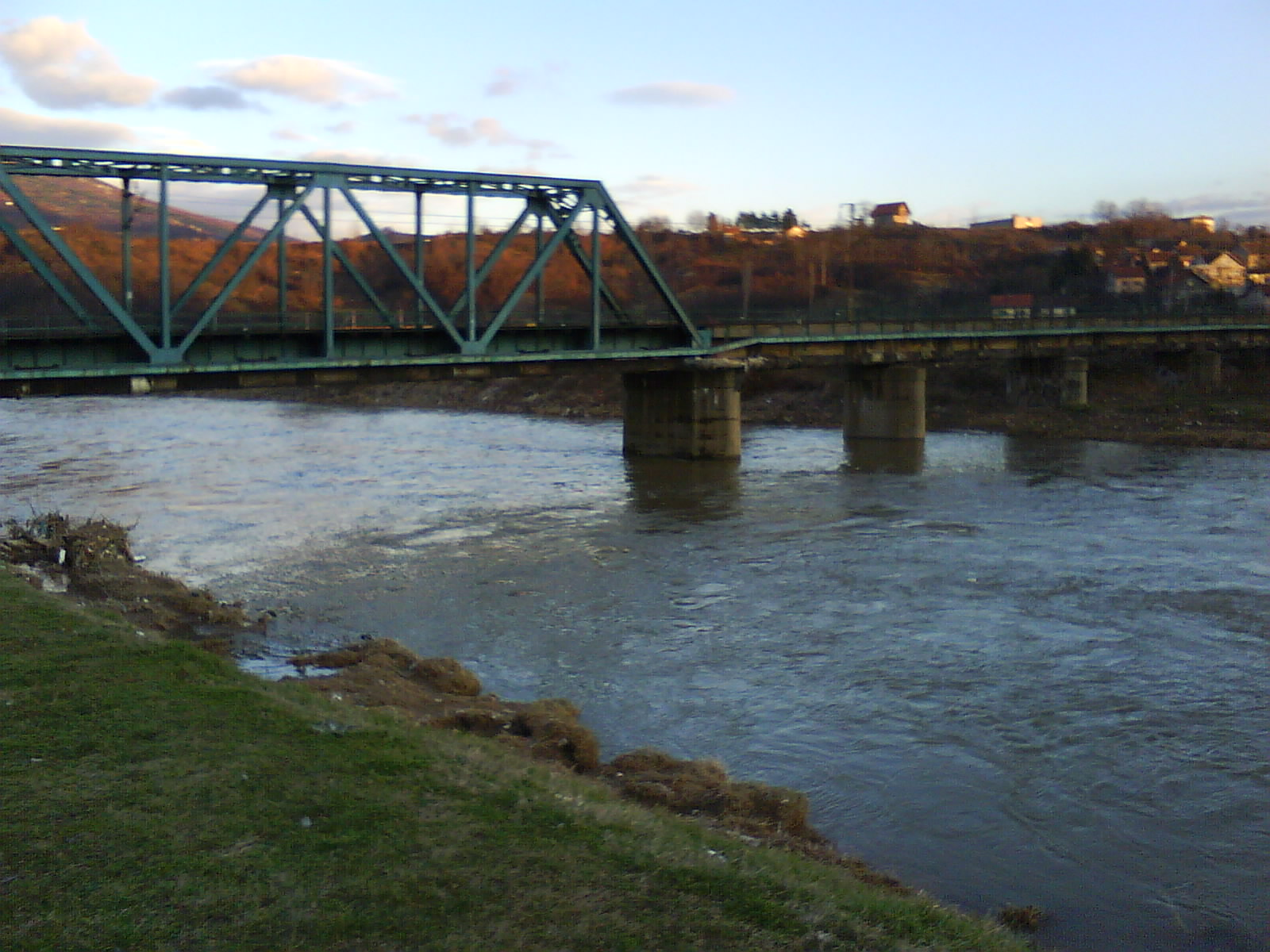
Pont ferroviaire sur la rivière Bosna

Le territoire de la ville de Zenica est entourée par les municipalités de Teslić au nord, Travnik et Vitez à l'ouest, Busovača au sud-ouest, Kakanj au sud-ouest à l'est, Zavidovići à l'est et Žepče à l'est et au nord-est.

## Climat
La ville dispose d'une station météorologique, située à 344 m d'altitude et qui enregistre des données depuis 1925 (coordonnées 44° 13′ N, 17° 34′ E). La région jouit d'un climat continental tempéré chaud, avec une température moyenne annuelle de 11,3 °C ; juillet est le mois le plus chaud de l'année, avec une moyenne de 21,1 °C. Le mois le plus froid est janvier avec une moyenne de 0,4 °C. La moyenne des précipitations annuelles est de 952 mm/m2, avec les précipitations mensuelles les plus faibles en mars et les plus élevées en novembre.
| Mois                                 | Janv | Fév  | Mars | Avr  | Mai  | Juin | Juil | Août | Sept | Oct  | Nov  | Déc  | Année |
| ------------------------------------ | ---- | ---- | ---- | ---- | ---- | ---- | ---- | ---- | ---- | ---- | ---- | ---- | ----- |
| Températures maximales moyennes (°C) | 3,8  | 6,9  | 12,1 | 16,7 | 21,5 | 25,2 | 27,8 | 27,6 | 23,7 | 17,3 | 10,0 | 5,1  |       |
| Températures moyennes (°C)           | 0,4  | 2,6  | 7,0  | 11,2 | 15,6 | 19,2 | 21,1 | 20,7 | 17,1 | 12,0 | 6,3  | 2,1  | 11,3  |
| Températures minimales moyennes (°C) | -3,0 | -1,7 | 1,9  | 5,8  | 9,8  | 13,2 | 14,5 | 13,9 | 10,6 | 6,7  | 2,7  | -0,9 |       |
| Précipitations moyennes (mm)         | 70   | 70   | 64   | 76   | 85   | 88   | 72   | 70   | 72   | 84   | 105  | 96   | 952   |

La température la plus élevée relevée à Zenica a été de 40,8 °C le 14 août 2003 et la température la plus basse de −23,9 °C le 24 janvier 1963. Le record de précipitations enregistré en une journée a été de 79,0 mm/m2 en mai 2005.

## Localités

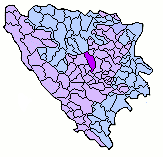
Localisation de la ville de Zenica en Bosnie-Herzégovine

Le territoire de la ville de Zenica compte 83 localités :
| - Arnauti - Banloz - Bijele Vode - Bistrica - Bistrica Gornja - Blatnica - Briznik - Bukovica - Dobriljevo - Donja Vraca - Donji Čajdraš - Drugavci - Dusina - Gladovići | - Gorica - Gornja Gračanica - Gornja Višnjica - Gornja Vraca - Gornja Zenica - Gornji Čajdraš - Gradina - Gradišće - Grm - Gumanci - Janjac - Janjići - Janjički Vrh - Jasika | - Jastrebac - Jezera - Jurjevići - Kasapovići - Klopački Vrh - Kolići - Koprivna - Kovačići - Kovanići - Kozarci - Kula - Lašva - Lijeske - Lokvine | - Loznik - Ljubetovo - Mošćanica - Mutnica - Nemila - Novo Selo - Obrenovci - Orahovica - Osojnica - Osredak - Palinovići - Pepelari - Peševići - Plahovići | - Plavčići - Poca - Pojske - Ponihovo - Ponirak - Puhovac - Putovičko Polje - Putovići - Radinovići - Sebuja - Smajići - Starina - Stranjani - Sviće | - Šerići - Šiblići - Tišina - Topčić Polje - Trešnjeva Glava - Vranduk - Vranovići - Vražale - Vrhpolje - Vukotići - Zahići - Zenica - Živkovići |

## Démographie

### Villeintra muros

#### Évolution historique de la population dans la villeintra muros
| 1948 | 1953 | 1961   | 1971   | 1981   | 1991   | 2013   |
| ---- | ---- | ------ | ------ | ------ | ------ | ------ |
| -    | -    | 32 476 | 51 263 | 63 569 | 96 027 | 73 751 |

|  |

#### Répartition de la population par nationalités dans la villeintra muros(1991)
La catégorie Musulmans du recensement de 1991 correspond en fait pour l'essentiel à des Bosniaques.

### Ville(ex-municipalité)

#### Évolution historique de la population dans la ville
| 1961   | 1971    | 1981    | 1991    | 2013    |
| ------ | ------- | ------- | ------- | ------- |
| 84 341 | 112 447 | 132 733 | 145 517 | 115 134 |

#### Répartition de la population par nationalités dans la ville (1991)
En 1991, sur un total de 145 517 habitants, la population se répartissait de la manière suivante :

## Politique
À la suite des élections locales de 2012, les 31 sièges de l'assemblée municipale se répartissaient de la manière suivante :
| Parti                                                                      | Sièges |
| -------------------------------------------------------------------------- | ------ |
| Parti d'action démocratique (SDA)                                          | 14     |
| Parti social-démocrate (SDP)                                               | 6      |
| Alliance pour un meilleur avenir de la Bosnie-Herzégovine (SBB BiH)        | 5      |
| Parti pour la Bosnie-Herzégovine (SBiH)                                    | 2      |
| Parti pour le peuple de Bosnie-Herzégovine                                 | 2      |
| Coalition de l'Union démocratique croate de Bosnie-Herzégovine pour Zenica | 1      |
| Minorités nationales                                                       | 1      |

Husejin Smajlović, membre du Parti d'action démocratique (SDA), a été une nouvelle fois élu maire de la ville,.

## Culture
Parmi les institutions culturelles de la ville figure le Théâtre national bosnien de Zenica (Bosansko narodno pozorište Zenica ; en abrégé : BNP Zenica), créé au début des années 1950 ; doté de plusieurs salles dont une pour les enfants, il dispose d'une troupe permanente constituée de 19 membres ; depuis 2002, il organise le Festival de théâtre bosno-herzégovien de Zenica (Festival bosanskohercegovačke drame Zenica).
Le musée de la ville de Zenica (Muzej grada Zenice) a été fondé en 1966, à l'instigation de la municipalité de l'époque et est installé dans ses locaux actuels depuis 2007. Il abrite des collections de numismatique, d'ethnologie, d'archéologie et d'histoire, ainsi qu'une galerie de peintures et une bibliothèque.

## Sport
Zenica possède un club de football, le NK Čelik Zenica.

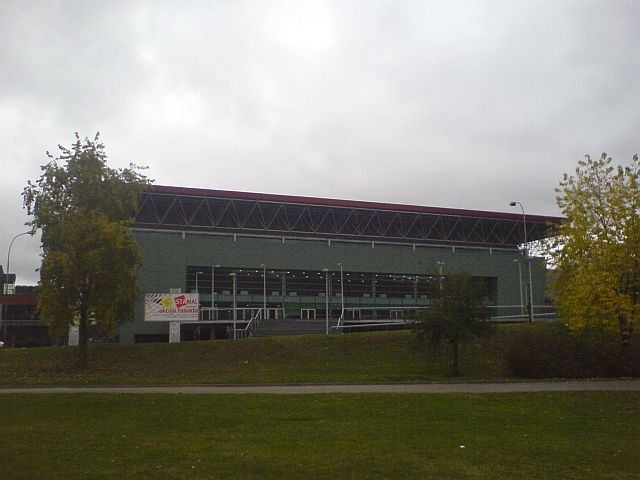
L'Arena Zenica

## Éducation
L'université de Zenica a été créée en 2000[réf. nécessaire].

## Tourisme

### Monuments culturels

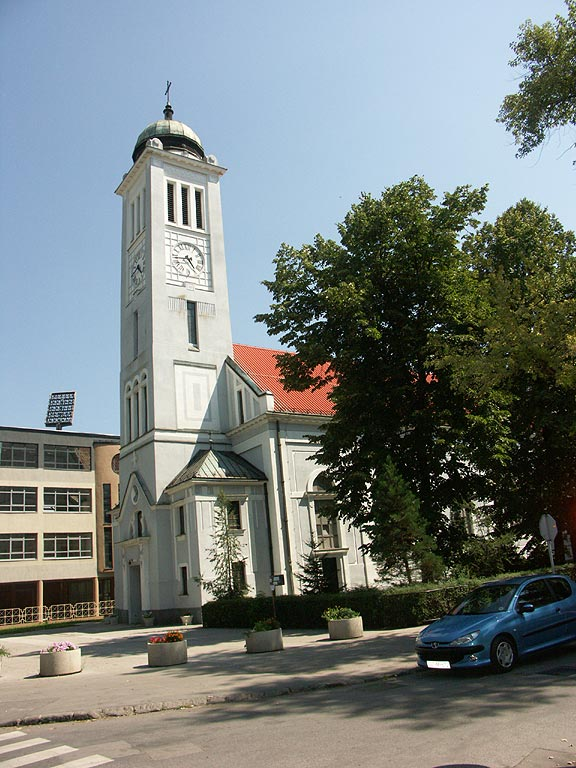
L'église Saint-Élie de Zenica

Zenica et son territoire abrite plusieurs ensembles inscrits sur la liste des monuments nationaux de Bosnie-Herzégovine.
Dans la ville, on peut notamment voir :
- la plaque du Grand juge Gradeša qui remonte au XIIe siècle et à l'époque du ban Kulin, conservée dans le Musée municipal de Zenica[16] ;
- la mosquée du Sultan Ahmed construite en 1675, remaniée par la suite, avec sa médersa[17] ;
- le site et les vestiges de la mosquée Sejmen à Zenica, qui remonte à la période ottomane[18] ;
- l'église de la Nativité-de-la-Mère-de-Dieu de Zenica, une église orthodoxe serbe construite entre 1883 et 1885[19] ;
- l'usine de papier Papirna, qui remonte à 1889[20] ;
- l'ancienne synagogue de Zenica datant de la fin du XIXe siècle ou du début du XXe siècle[21] ;
- l'église Saint-Élie de Zenica, une église catholique construite entre 1908 et 1910[22] ;

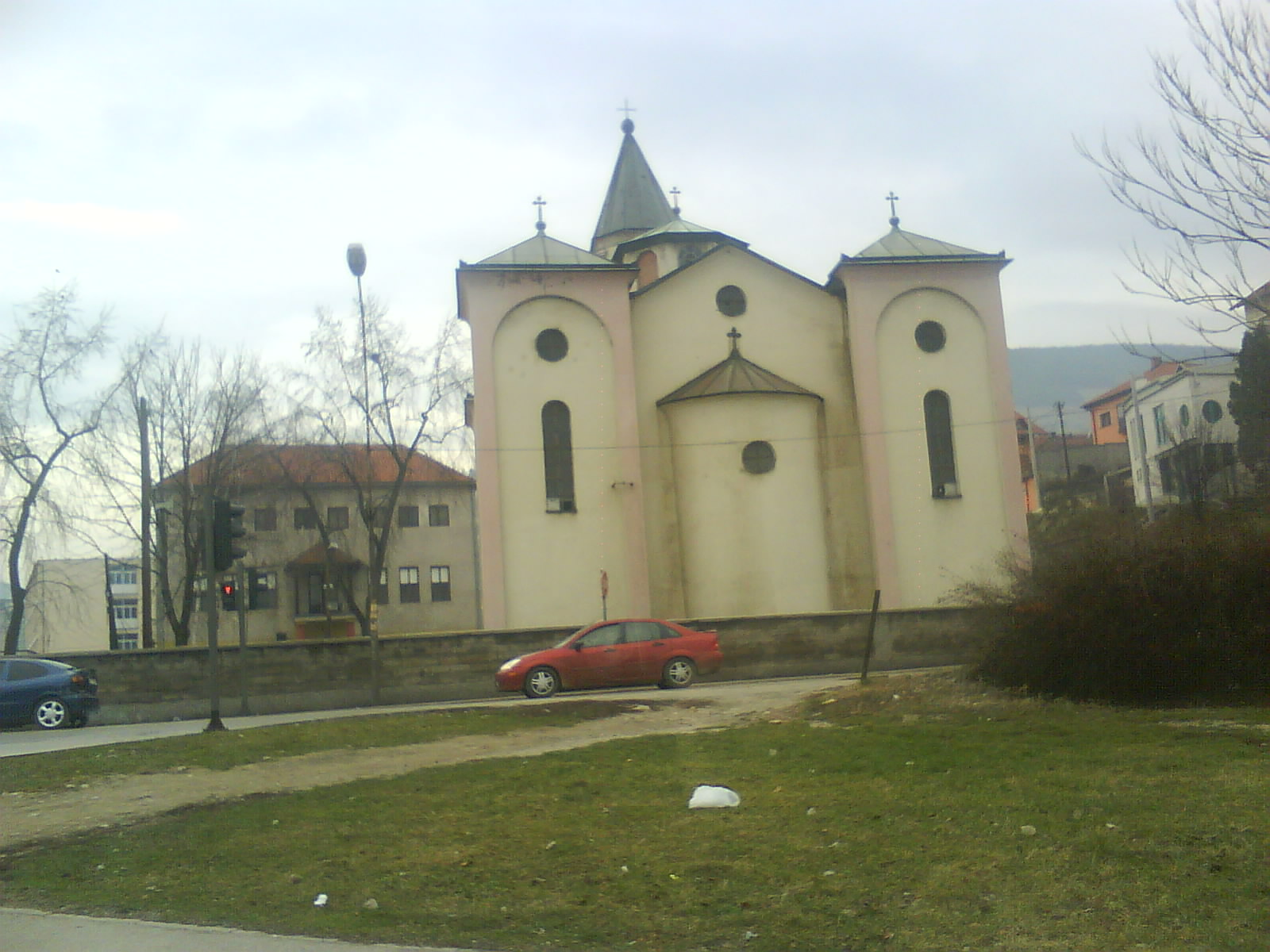
L'église de la Nativité-de-la-Mère-de-Dieu de Zenica
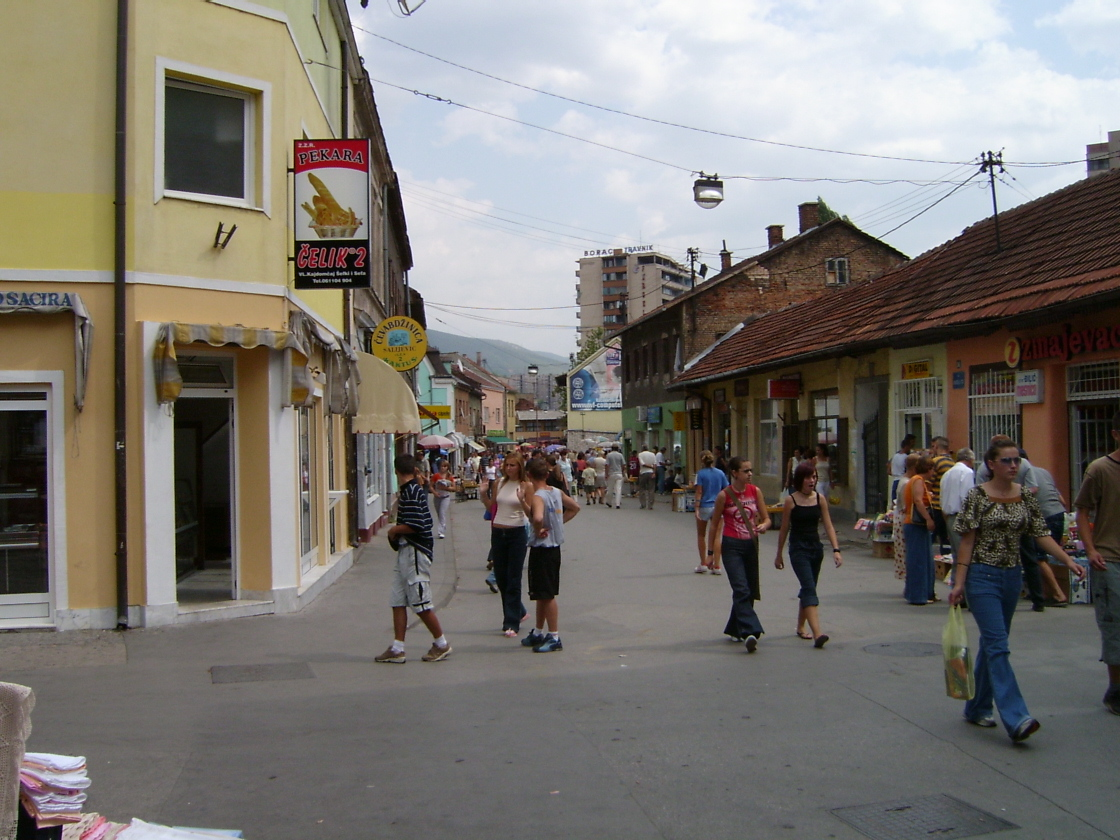
Une rue ancienne à Zenica

En dehors de la ville intra muros, parmi les moments inscrits du territoire, figurent les ruines de la forteresse de Vranduk, qui remonte au Moyen Âge et à l'Empire ottoman, ou encore la vieille mosquée d'Orahovica avec sa cour intérieure (en bosnien: harem).

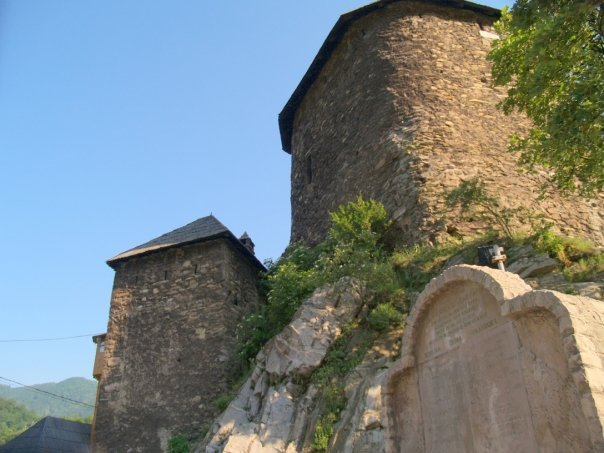
Vue de la forteresse de Vranduk

### Proximité
Voir
- au nord-ouest : Travnik, Jajce
- à l'ouest : Donji Vakuf et Prusac (et Ajvatovica)
- au nord-est : Zavidovići, Doboj

## Personnalités
- Franjo Beslic (né en 1941), artiste contemporain, sculpteur et peintre ;
- Tarik Filipović (né en 1972), acteur et présentateur de télévision ;
- Mervana Jugić-Salkić (née en 1980), joueuse de tennis ;
- Mladen Krstajić (né en 1974), ancien footballeur ;
- Dejan Lovren (né en 1989), footballeur ;
- Senad Podojak (né en 1966), récitateur du Coran ;
- Amer Smailbegović, cosmonaute
- Danis Tanović (né en 1969), réalisateur
- Miroslav Župančić (né en 1949), sculpteur ;
- Zoran Savić (né en 1966), ancien joueur de basket-ball ;
- Anabela Basalo (née en 1972), écrivaine ;
- Amel Tuka (né en 1991), athlète ;
- Branimir Hrgota (né en 1993), footballeur ;
- Emir Preldžič (né en 1987), joueur de basket-ball ;
- Elvir Bolić (né en 1971), ancien footballeur ;
- Edin Karamazov (né en 1965), musicien ;
- Jasmin Burić (né en 1987), footballeur ;
- Jasmin Dizdar (né en 1961), scénariste, réalisateur et auteur ;
- Kenan Bajramović (né en 1981), joueur de basket-ball ;
- Mirsad Hibić (né en 1973), ancien footballeur ;
- Sandra Bagarić (née en 1974), cantatrice ;
- Semir Osmanagić (né en 1960), fouilleur et théoricien des pyramides de Bosnie ;
- Vuka Šeherović (1903-1976), chanteuse traditionnelle ;
- Zlatan Saračević (né en 1956), athlète ;
- Džoni Mandić (né en 1966), ancien rugbyman ;
- Kenan Mutapčić (né en 1979), ancien rugbyman ;

## Coopération internationale
La ville de Zenica est jumelée avec :
- Gelsenkirchen (Allemagne) depuis 1969
- Hunedoara (Roumanie) depuis le 28 août 1974
- Üsküdar (Turquie) depuis 1995
- Karşıyaka (Turquie) depuis le 8 février 1995
- Luleå (Suède) depuis le 1er octobre 1997
- Temirtaou (Kazakhstan) depuis le 5 juillet 1998
- Fiorenzuola d'Arda (Italie) depuis le 2 avril 2001
- Zalaegerszeg (Hongrie) depuis le 5 novembre 1999